# 見習網美小吳
小吳（1994年4月11日—），本名吳夆，現居台北市，畢業於輔仁大學日文系。台灣網路紅人、YouTuber，從2017年開始經營YouTube頻道至今。

## 職業生涯
曾自稱是「新店唐綺陽」的小吳，自2018年拍攝了不少分析星座的影片。
小吳的YouTube頻道也在經營三年八個月多，於2021年7月訂閱數破百萬。
2020年4月14日正式成立「小吳娛樂有限公司」，以15萬新台幣的資本額登記為公司。
自2020年5月小吳娛樂成立後開放徵才，不少網友表示想加入這個歡樂的大家庭裡。
2021年小吳分別與楊丞琳、郭書瑤合作拍攝影片。與楊丞琳合作的影片是一支整人企劃影片，邀請多位YouTuber參加一場假的楊丞琳MV試鏡。此部影片也在2021年榮登最好笑影片&Youtube發燒排行榜前三名。與郭書瑤合作影片則是「遇到酸民怎麼辦？」的主題。瑤瑤在影片中表示曾被粉絲攻擊過長相，讓他直接在該影片中嗆酸民。

2022年根據銘報的調查，有六成的大學生喜歡看《見習網美小吳》的頻道。

## 個人生活
2021年時小吳曾在東京奧運進行時自創了「金牌之舞」替台灣選手加油。
2022年因為在自己的Instagram上誤打錯「劉畊宏」的名字，而更改自己的名字為「小無」表示要反省一天，沒想到改完後發現要30天後才能改回「小吳」。

## 軼事

### iRent違規載狗狗事件
2020年11月，小吳上傳了一支開iRent的車輛載Pumpkin外出的影片，被網友批評是錯誤示範，而後馬上公開發文道歉表示：「很抱歉我們不知道iRent不能載狗狗。」並將原影片下架。

### 薑餅屋事件
2020年12月，小吳參加其他YouTuber們的手作薑餅屋企劃，抽到的對象是「魚乾」，小吳團隊決定用一些台味零食製作，卻遭網友批評太隨便，小吳事後發文道歉，並重新緊急親手做了兩大盒杯子蛋糕補償「魚乾」並道歉。小吳也在2020年12月24日上傳了一支「薑餅屋道歉影片」。

### 團員惡整事件
2021年9月份，小吳上傳了一支惡整團隊成員「卡特」的內容（影片已下架），結果遭到網友認為是在霸凌。事後，小吳以及卡特也都發聲對此發表看法。

## 十盛乳源含奶精造假事件
由網紅見習網美小吳、紀卜心一起創立的手搖品牌「十盛熟成奶茶專賣店」標榜使用「北海道牛乳」，2024年7月10日遭消基會點名「拒絕告知使用的牛奶品牌」，爆乳源爭議。
本月26日，小吳透過影片致歉，並表示因飲料店並非他和紀卜心完全持有，還有其他股東，所以才沒有第一時間出面說明。
　
他也坦承在一開始就知道飲料裡含有奶精，絕無刻意隱瞞或欺騙消費者，不過風波依舊難以平息，更有網友痛批「凹（拗）得很難看」。　
2人事後除了轉發十盛官方聲明，小吳更稱「很難不去聯想到是同行在操作」，即使二度道歉也慘遭炎上。對此，小吳也上傳一段近4分鐘的道歉影片，事後更曬出酸民留言，無奈嘆道：「（我）也會有情緒」。

紀卜心和小吳共同貼出道歉聲明，表示店內的奶茶都不是純鮮奶茶，而是「熟成生乳搭配台灣統一鮮乳，熟成生乳配方中使用日本進口的北海道生乳粉且搭配奶精」。而針對這件事上在管理、溝通上不完善，「會真誠面對錯誤並積極改進」。而「十盛」官網也在菜單上更新備註，更新菜單上顯示「熟成生乳中含有奶精成分」，並將「北海道牛乳」改為「北海道配方」。

## 外部連結
- YouTube上的見習網美小吳頻道
- 見習網美小吳的Instagram帳戶